# Странка народне обнове
Странка народне обнове (порт. Partido Nacional Renovador, PNR) је националистичка политичка странка у Португалији. Њен председник је Хосе Пинто Коељо.
СНО је основана иступањем појединих чланова из Покрета Народна акција. СНО је веома блиска са Националним фронтом француске. Слоган СНО је Португалија за Португалце!.
Мејнстрим медији квалификују СНО као нео-фашистичку, хомофобичну и расистичку.
СНО је против нелегалне емиграције, хомосексуалаца и муслимана. Странка нема великих успеха на изборима, и њена подршка је углавном испод цензуса од 5% и износи 30 хиљада гласова или 1% гласова.